# Federação Francesa de Tênis
A Federação Francesa de Tênis (FFT) (FFT) (em francês: "Fédération Française de Tennis")  é uma organização nacional da França para o tênis, foi fundada em 1920.